# Falęcin (województwo kujawsko-pomorskie)
Falęcin (niem. Dietrichsdorf od roku 1866) – wieś w Polsce położona w województwie kujawsko-pomorskim, w powiecie chełmińskim, w gminie Papowo Biskupie (północna Polska). Wieś zajmuje powierzchnię 522,89 hektarów.

## Podział administracyjny
W latach 1975–1998 miejscowość administracyjnie należała do województwa toruńskiego. Miejscowość ta posiada tylko 3 gospodarstwa indywidualne.

## Nazwa
Pierwsza wzmianka w źródle pisanym o Falęcinie pochodzi prawdopodobnie z 1222 roku. W kronikach i dokumentach wieś występowała pod nazwami: Polanche(?) (1222 r.), Dietterichesdorff (1438 r.), Ditterichsdorff (1440 r.), Fallenztin (1510 r.), Valenczino (1528 r.), Falencin (1647 r.), Falenczin (1789 r.) i Dietrichsdoft (1866 r.). 

## Historia
Prawdopodobnie w roku 1222 Konrad I Mazowiecki nadał ją biskupowi Chrystianowi. W czasach krzyżackich wieś należała do komturstwa, a później do prokuratorstwa papowskiego. Zakon krzyżacki w 1410 roku posiadał w Falęcinie 10 korców zboża (przechowywanego przez sołtysa), a w 1438 roku dodatkowo 32,5 łanów czynszowych. Pod koniec średniowiecza Falęcin należał do klucza papowskiego.
W 1446 roku Falęcin stała się wsią należącą do królów polskich. W 1505 roku król Aleksander Jagiellończyk przekazał wieś biskupom chełmińskim. Nastąpił jednak konflikt, ponieważ wcześniej Falęcin należał do rodziny Głuchowskich. Z powodu braku przekazania stosownych dokumentów królewskich, biskupi nie zwrócili sumy zastawu dla Głuchowskich. Spór rozwiązał Zygmunt I Jagiellończyk wystawiający dwa dokumenty potwierdzające własność miejscowość dla Głuchowskich. Późniejszymi właściciele wsi byli: Łukasz Głuchowski (1570 r.), Falęcki (1697 r.), Kruczyński, Wolski (1755 r.), Rutkowski (1789 r.), Szydłowski (1794 r.) i Piniński (1802 r.).
Pierwszy spis mieszkańców Falęcina pochodzi z roku 1773. Wieś wtedy liczyła 140 osób (wśród nich byli: Wawrzyniech Michałowski, Łukasz Wiśniewski, Marcin Krajewski, karczmarz Bartosz Kłosowski, młynarz Wojciech Jalkowski, kowal Jerzy Gorzkowski i owczarz Mateusz Kurkowski). W 1789 roku w Falęcinie znajdował się wiatrak i karczma, a sama miejscowość liczyła 15 dymów. Pod koniec XIX wieku wybudowano w Falęcinie pałac, który przebudowano w latach 1915-1920. W 1885 roku wieś liczyła 360 mieszkańców (292 katolików i 68 ewangelików), w 1910 roku 348 mieszkańców. Kolejnymi właścicielami wsi byli: Jordan von Krocher (1905 r.), Karl Strebe (lata 1909-1934) i Hans Strebe (lata 1934-1945).
W okresie międzywojennym Falęcin był połączony kolejką gospodarczą z Falęcką Parową i Bielczynami, a później także kolejką wąskotorową z Chełmżą. Kolejka do Chełmży służyła przede wszystkim do przewozu buraków do cukrowni. W 1921 roku Falęcin liczył 302 mieszkańców (291 katolików i 11 ewangelików), a w 1931 roku 368 mieszkańców. W 1931 roku w miejscowości znajdowało się 19 budynków mieszkalnych, a sama wieś liczyła 868 ha powierzchni.
Jesienią 1939 roku w Falęcinie na terenach tzw. Falęckiej Parowej wojska niemieckie zamordowały grupę mieszkańców powiatu chełmińskiego. Po wojnie ekshumowano zwłoki 6 osób. W 1945 roku wieś należała do Zakładu Rolnego w Zegartowicach. W 2013 roku w Falęcinie znajdowało się 5 podmiotów gospodarczych.

## Zabytki
Według rejestru zabytków NID na listę zabytków wpisany jest park dworski z końca XIX w., nr rej.: A/469 z 6.03.1985.

## Demografia
Według Narodowego Spisu Powszechnego (III 2011 r.) wieś liczyła 369 mieszkańców. Jest piątą co do wielkości miejscowością gminy Papowo Biskupie.